# Georg Jos. Kaes
Die Georg Jos. Kaes GmbH, besser bekannt unter dem Markennamen V-Markt, ist eine im Einzel- und Großhandel tätige mittelständische Unternehmensgruppe in Südbayern. Der Firmensitz befindet sich seit 1997 in Mauerstetten bei Kaufbeuren im Allgäu.

## Unternehmensstruktur

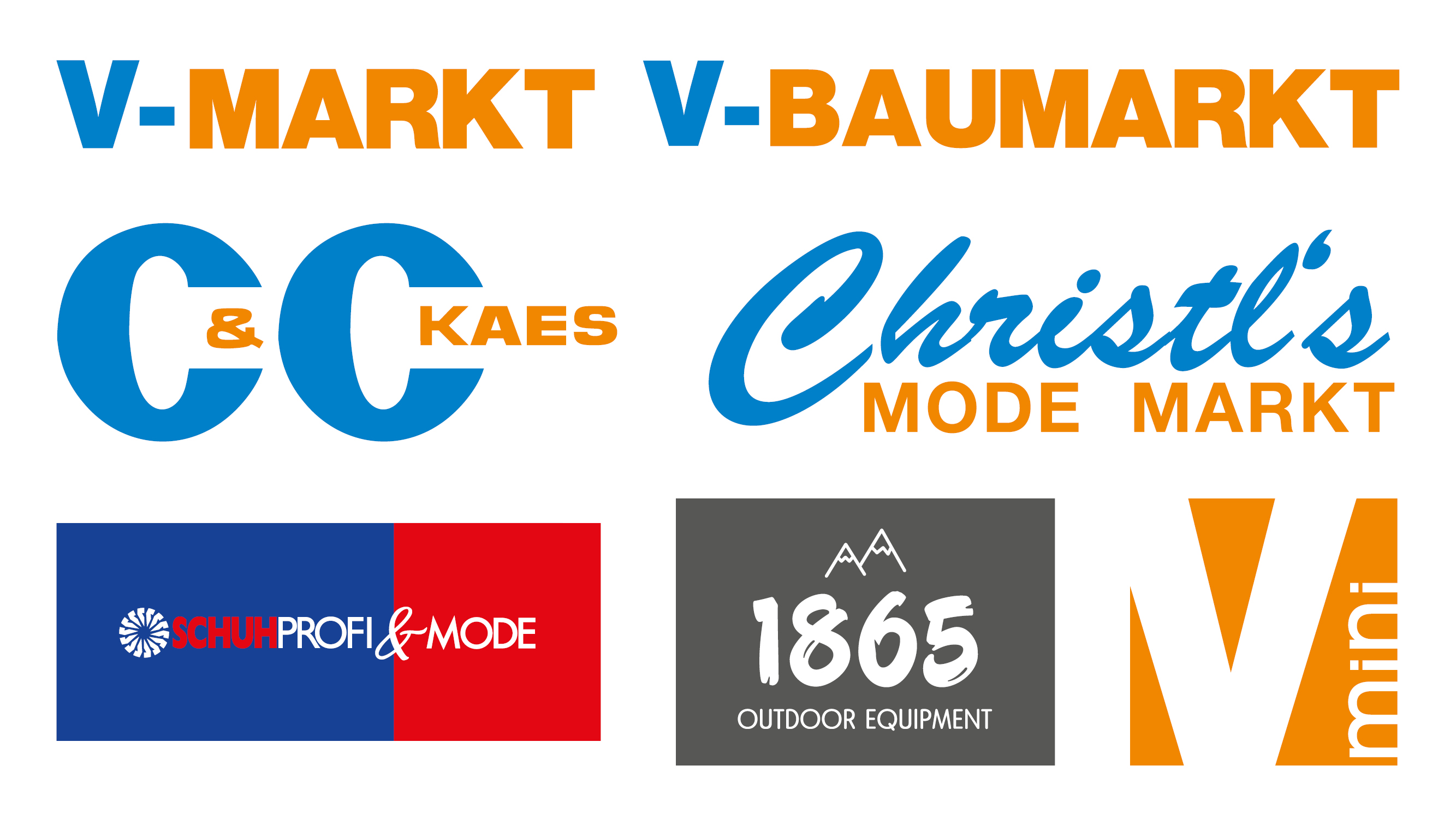
Übersicht Logos Vertriebslinien Georg Jos. Kaes GmbH

Das Unternehmen umfasst mit Stand März 2025 eine Kette von 39 Verbrauchermärkten unter dem Namen V-Markt (mit einer Verkaufsfläche von 1.000 bis 15.000 Quadratmetern, einer Gesamtfläche von etwa 90.000 Quadratmetern) sowie 13 eigenständige Baumärkte unter dem Namen V-Baumarkt mit Gartenabteilungen (mit insgesamt über 30.000 m² Verkaufsfläche) bzw. weitere in die Verbrauchermärkte integrierte Heimwerkerabteilungen, drei eigenständige Modemärkte und in allen Verbrauchermärkten integrierte Modeabteilungen, sowie angegliederte Tankstellen und Waschstraßen, des Weiteren einen C&C-Markt in Mauerstetten. Im November 2019 wurde bekannt, dass die Georg Jos. Kaes GmbH den Erwerb von sieben Real-Standorten beim Bundeskartellamt angemeldet hat. Im September 2020 hat das Unternehmen sein traditionelles Geschäftsmodell im stationären Einzelhandel mit der Einführung eines Onlineshops unter der Vertriebslinie V-Baumarkt erweitert. Im Herbst 2022 führte die Georg Jos. Kaes GmbH ein neues teilautonomes Kleinflächenkonzept unter dem Markennamen V-mini ein und eröffnete die erste Filiale in Kaufbeuren. Die Vertriebslinie V-mini wird 2025 insgesamt an sechs Standorten betrieben.
Geschäftsführer sind Horst Hermann, Christoph Hermann und Michael Stöckle. Der Umsatz der Gesellschaft betrug im Jahr 2023 etwa 982 Millionen Euro, davon rund zwei Drittel im Lebensmittelbereich. Das bis heute in der 6. Generation in Familienhand befindliche Unternehmen ist Mitglied im unabhängigen Handelsverbund Markant Handels- und Industriewaren-Vermittlungs AG mit Sitz in Pfäffikon in der Schweiz und dessen deutscher Servicegesellschaft in Offenburg. Darüber hinaus ist das Unternehmen am Lebensmitteleinzelhandels-Joint Venture RTG Retail Trade Group GmbH aus Hamburg beteiligt. Die Georg Jos. Kaes GmbH betreibt am Unternehmensstandort in Mauerstetten ein zentrales Logistikzentrum mit einer eigenen LKW-Flotte zur Abwicklung der Auslieferung und bezieht zusätzlich Waren von rund 400 regionalen Produzenten, vor allem im Lebensmittelbereich.

## Firmengeschichte

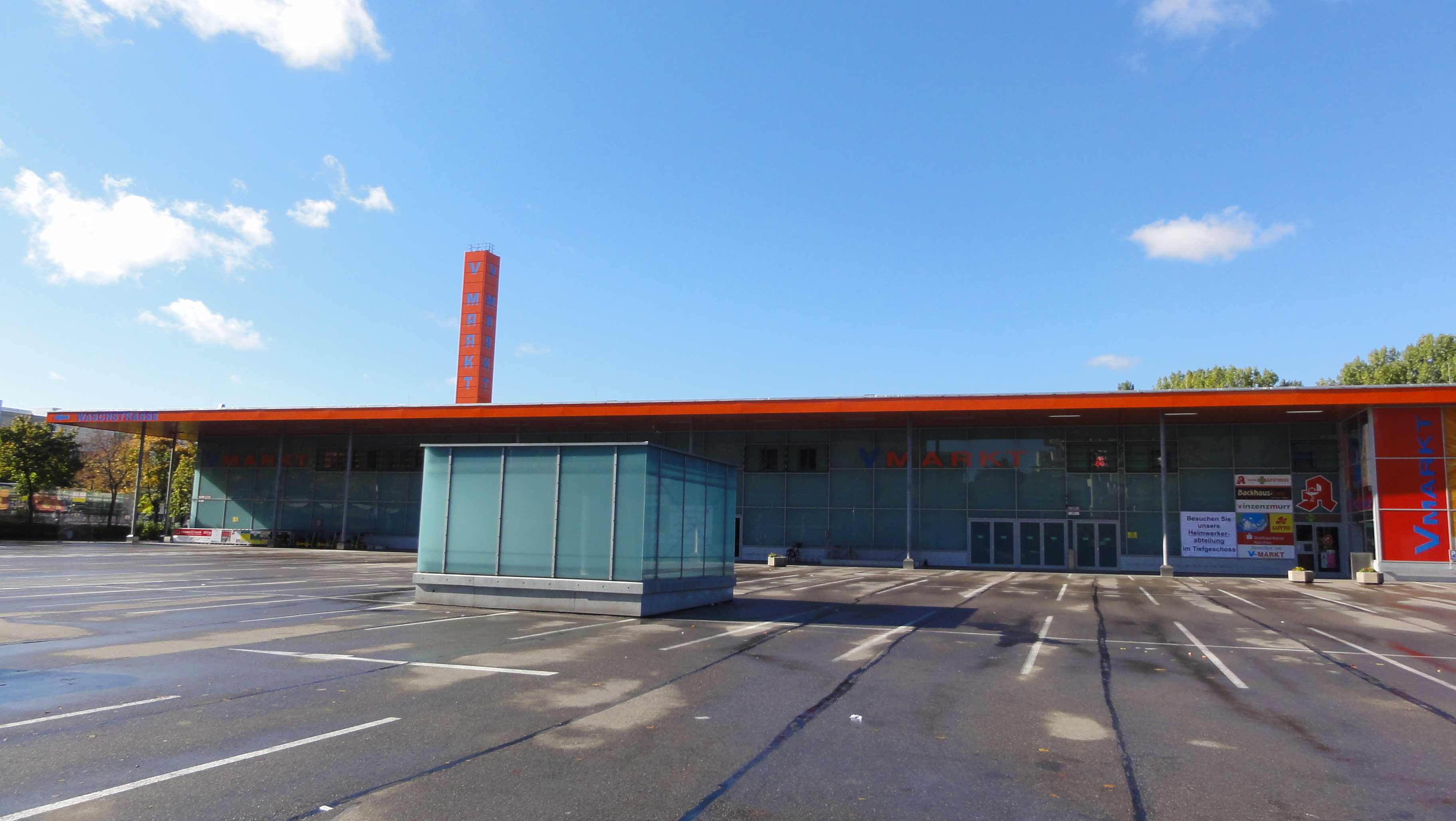
Filiale in München (Balanstraße 50)

Das Unternehmen geht zurück auf die 1865 von Josef Kaes gegründete Spezerei- und Landesproduktenhandlung. Das erste Geschäft war zu dieser Zeit in der Hinteren Gasse, der heutigen Ludwigstraße in Kaufbeuren ansässig. Eine Ausrichtung auf den Großhandel gibt es seit 1963 mit der Gründung des ersten C&C-Marktes in Kaufbeuren-Hirschzell. Im Jahr 1967 erfolgte mit der Gründung des ersten V-Marktes eine starke Expansion des Unternehmens. Ferner wurden eigenständige Modemärkte unter dem Namen Christl's Modemarkt etabliert, deren Konzept seit Ende der siebziger Jahre schrittweise auf alle größeren V-Märkte übertragen wurde.
In den 80er Jahren wurden neben dem Kerngeschäft im Groß- und Einzelhandel weitere Geschäftsbereiche, wie Tankstellen, Waschstraßen und Baumärkte geschaffen.

## Auszeichnungen
- Rudolf-Egerer-Preis, 1999
- Rudolf-Egerer-Preis, 2012